# Maţār al ‘Amārah
Maţār al ‘Amārah (arabiska: مطار العماره) är en flygplats i Irak.   Den ligger i distriktet Amara District och provinsen Maysan, i den östra delen av landet, 300 km sydost om huvudstaden Bagdad. Maţār al ‘Amārah ligger 6 meter över havet.
Terrängen runt Maţār al ‘Amārah är mycket platt. Runt Maţār al ‘Amārah är det ganska glesbefolkat, med 39 invånare per kvadratkilometer. Närmaste större samhälle är Al ‘Amārah, 6,3 km öster om Maţār al ‘Amārah. Omgivningarna runt Maţār al ‘Amārah är i huvudsak ett öppet busklandskap.